# Adolf Wilhelm (Philologe)
Adolf Wilhelm (* 10. September 1864 in Tetschen, Böhmen; † 10. August 1950 in Wien) war ein österreichischer Epigraphiker und Klassischer Philologe.

## Leben und Werk
Nach dem Studium der Klassischen Philologie an der Universität Wien ging Wilhelm mit einem Reisestipendium nach Griechenland und erforschte 1891 für die Wiener Akademie der Wissenschaften die antiken Denkmäler und Inschriften Kilikiens. Ab 1894 war er Privatdozent an der Universität Wien, 1898 wurde er Sekretär des Österreichischen Archäologischen Instituts in Athen, wo er vor allem epigraphische Forschungen durchführte. Ab 1905 war Wilhelm Professor für griechische Altertumskunde und Epigraphik an der Universität Wien und wurde 1933 emeritiert. 1911 wurde Wilhelm zum korrespondierenden Mitglied der Preußischen Akademie der Wissenschaften, 1920 der Göttinger Akademie der Wissenschaften und 1931 der Bayerischen Akademie der Wissenschaften sowie der British Academy gewählt.
Wilhelm veröffentlichte zahlreiche Untersuchungen zu griechischen Inschriften insbesondere Athens und galt als der bedeutendste Epigraphiker seiner Zeit.